# تیم تروفی
تیم تروفی یک دوره مسابقه پیش فصل در فوتبال ایتالیا می‌باشد که دارای سه تیم شرکت کننده می‌باشد که معمولاً متشکل از اینتر، میلان و یوونتوس می‌باشد.
این مسابقات از سال ۲۰۰۱ برگزار می‌شود و به دلیل مغایر بودن با قوانین فیفا به عنوان یک بازی رسمی شناخته نمی‌شود.
در این مسابقات سه تیم در یک بازی ۴۵ دقیقه‌ای به مصاف هم می‌روند که اگر با تساوی به پایان برسد کار به ضربات پنالتی می‌کشد. اگر تیم‌ها در وقت معمول به پیروزی دست یابند به برنده ۳ امتیاز می‌رسد و بازنده امتیازی کسب نخواهد کرد ولی اگر کار به ضربات پنالتی کشید به برنده ۲ امتیاز و به بازنده ۱ امتیاز تعلق خواهد گرفت.
در یازده دوره برگزار شده این بازی‌ها اینتر صاحب ۷ قهرمانی، میلان ۳ و یوونتوس تنها یک قهرمانی بدست آورده‌اند.